# District de Tiszafüred
Le district de Tiszafüred (en hongrois : Tiszafüredi járás) est un des 9 districts du comitat de Jász-Nagykun-Szolnok en Hongrie. Créé en 2013, il compte 19 895 habitants et rassemble 7 localités : 6 communes et une seule ville, Tiszafüred, son chef-lieu.
Cette entité existait déjà auparavant et appartenait jusqu'en 1950 au comitat de Heves. Le district a été supprimé lors de la réforme territoriale de 1983.

## Localités
- Nagyiván
- Tiszaderzs
- Tiszafüred
- Tiszaigar
- Tiszaszentimre
- Tiszaszőlős
- Tiszaörs